# Xã Coon Island, Quận Butler, Missouri
Xã Coon Island (tiếng Anh: Coon Island Township) là một xã thuộc quận Butler, tiểu bang Missouri, Hoa Kỳ. Năm 2010, dân số của xã này là 187 người.